# LPO-50火焰噴射器
LPO-50（Лёгкий пехотный огнемёт ЛПО-50，意為步兵用火焰噴射器）是一種蘇聯於二次大戰後研製的火焰噴射器，它取代了蘇軍在二戰期間使用的ROKS系列火焰噴射器，旨在保護陣地和消滅在室外的敵方人員。
自蘇聯解體後，俄軍早已把LPO-50從制式武器的名單上除名，但由於蘇聯曾把它出口，所以有些國家至今仍有儲備及使用。另外，LPO-50還被羅馬尼亞及中華人民共和國等國家仿製，其中以中華人民共和國把這種武器的仿製型命名為“74式”，並只有兩個燃料罐（原版武器為三個）。

## 設計特徵
與常見的火焰噴射器不同，LPO-50是以四枚1.5伏特的電池驅動，它是透過電流引爆的壓縮炸藥對燃料加壓，並以位於槍口，用電流擊發的子彈充當高溫點火器以生成火焰。這說明了LPO-50每次只能持續噴火兩至三秒，而無法生成一股持久的火焰。
在三次放火後，用戶便需要為燃料包充填，同時還要裝上新的壓縮炸藥，以及在槍口上裝填用於點火的子彈。這種罕見的操作方式是來自蘇軍二戰時期裝備的一種一次性噴火地雷，而這種地雷本身是一種英國製武器的改良版。
由於只能放火三次，LPO-50配備了一般火焰噴射器沒有的機械瞄具。考慮到火焰噴射手在戰場上容易成為敵方的活靶，LPO-50的槍身故意被設計得看起來像一把傳統的輕機槍，它甚至還裝有一對兩腳架，以令敵方更難適別出裝備這些武器的火焰噴射兵。
該武器所使用的燃料有兩種，一是普通柴油，二是可增加射程的增稠混合物。以柴油作為燃料時的最大射程為20米（66英尺），使用增稠柴油時則為70米（230英尺）。

## 軼事
愛爾蘭共和軍曾透過一些渠道獲得一些LPO-50，並在與英軍的衝突期間投入使用。較著名的一次是在1989年12月13日，當時他們突襲英軍駐守的一個檢查站的時候就用了這種武器。

## 使用國
- 中华人民共和国
- 古巴
- 捷克斯洛伐克
- 利比亞
- 波蘭
- 羅馬尼亞
- 苏联
- 越南

## 登場作品

### 電子遊戲
- 系列：自第二部開始每一部作品登場的火焰噴射器均以LPO-50為原型，除敵方的火焰噴射兵使用外也可由玩家使用。與實物不同的是，極地戰嚎系列內的火焰噴射器可以放出一股持久的火焰，並可在不裝備任何連接武器的燃料包，只透過一個可便攜的小型燃料罐供應燃料的狀態下直接放火（玩家使用時）。

## 外部連結
- 介紹LPO-50的網站 （页面存档备份，存于）